# Unterschleißheim
Unterschleißheim är en stad i Landkreis München i Regierungsbezirk Oberbayern i förbundslandet Bayern i Tyskland.